# Keulenmuscheln
Die Keulenmuscheln (Cuspidariidae) sind eine Muschel-Familie aus der Großgruppe der Anomalodesmata.

## Merkmale
Die leicht ungleichklappigen, kleinen bis mittelgroßen Gehäuse sind hinten verlängert („geschnäbelt“), der „Schnabel“ ist oft zu einer Röhre umgebildet. Die rechte Klappe ist etwas kleiner als die linke Klappe. Der Gehäusekörper ist rundlich, oder auch eiförmig und stark aufgebläht. Bezogen auf den Gehäusekörper liegen die orthogyraten Wirbel annähernd in der Mitte. Schlosszähne können vorhanden sein, fehlen aber bei vielen Gattungen. Das Ligament liegt extern. Die Mantelbucht ist seicht.
Die Schale ist dünn und zerbrechlich. Sie ist aragonitisch mit einer homogenen inneren Lage und einer homogenen äußeren Lage. Das Periostracum ist dünn und blättert leicht ab. Die Ornamentierung besteht aus mehr oder weniger stark ausgeprägten, randparallelen Anwachsstreifen oder auch Rippen. Es können auch radialen Elemente vorhanden sein. Bei einigen Gattungen ist der hintere Gehäuseteil durch einen (selten zwei) vom Wirbel ausgehenden Kiel aufgesetzt. Es sind zwei annähernd gleich große Schließmuskeln vorhanden.
Die Siphonen sind sehr lang und ausstreckbar.

## Geographische Verbreitung und Lebensraum
Die Familie ist weltweit verbreitet. Sie leben bevorzugt in tieferem Wasser, etwa vom äußeren Schelf bis in bathyale und abyssale Zonen.

## Ernährung
Ähnlich wie die Muscheln der Familien Verticordiidae und Poromyidae leben auch die Cuspidariidae als Fleischfresser, die insbesondere kleine Krebse fangen. In der Klasse der Muscheln – in der großen Mehrzahl Strudler – bilden diese Familien damit eine Ausnahme. Das horizontale Septum, das bei den diese Familien umfassenden Septibranchia die Mantelhöhle in zwei Kammern teilt, spielt beim Beutefang eine entscheidende Rolle. Der Sipho mit der Einströmöffnung wird als Fangorgan verwendet, das rasch in Richtung der Beute vorgestreckt werden kann, nachdem diese auf Grund niederfrequenter Bewegungen durch Mechanorezeptoren an den sensorischen Tentakeln geortet worden ist. Durch die Kontraktion des Septums wird ein starker einströmender Wasserstrom erzeugt und die Beute wird in die Mantelhöhle eingesaugt, wo sie vom großen trichterförmigen Mund aufgenommen wird. Die Klappe an der Basis des Sipho verhindert ein Entweichen. Die Verdauung der Proteine mithilfe einer starken Protease erfolgt im Magen der Muschel.

## Taxonomie
Das Taxon wurde 1886 von William Healey Dall aufgestellt. Sie ist heute allgemein anerkannt. Unsicherheiten bestehen über die Anzahl der Gattungen. Nach MolluscaBase gliedert sich die Familie Cuspidariidae in folgende Gattungen:
- Keulenmuscheln (Cuspidariidae Dall, 1886)
  - Austroneaera Powell, 1937
  - Bathyneaera Scarlato & Starobogatov, 1983
  - Cardiomya A. Adams, 1864
  - Cuspidaria Nardo, 1840
    - Kleine Keulenmuschel (Cuspidaria cuspidata (Olivi, 1792))

  - Jeffreysomya F. Nordsieck, 1969
  - Krylovina Valentich-Scott, 2012
  - Leiomya A. Adams, 1864
  - Luzonia Dall & Smith in Dall, 1890
  - Myonera Dall & E. A. Smith, 1886
  - Nordoneaera Okutani, 1985
  - Octoporia Scarlato & Starobogatov, 1983
  - Plectodon Carpenter, 1865
  - Pseudogrippina B. A. Marshall, 2002
  - Pseudoneaera Sturany, 1901
  - Rengea Kuroda & Habe in Kuroda, Habe & Oyama, 1971
  - Rhinoclama Dall & E. A. Smith, 1886
  - Soyomya Okutani, 1985
  - Tropidomya Dall & E. A. Smith, 1886
  - Vulcanomya Dall, 1886 (taxon inquirendum)

Als Synonyme werden angesehen: Cardiomyidae Scarlato & Starobogatov, 1983, Myoneridae Scarlato & Starobogatov, 1983 und Neaeridae Hidalgo, 1916.

## Belege